# Distretto di Miracosta
Il distretto di Miracosta è uno dei diciannove distretti  della provincia di Chota, in Perù. Si trova nella regione di Cajamarca e si estende su una superficie di 415,69 chilometri quadrati.

Ha per capitale la città di Miracosta e contava 3.144 abitanti al censimento 2005.